# Latarniowiec

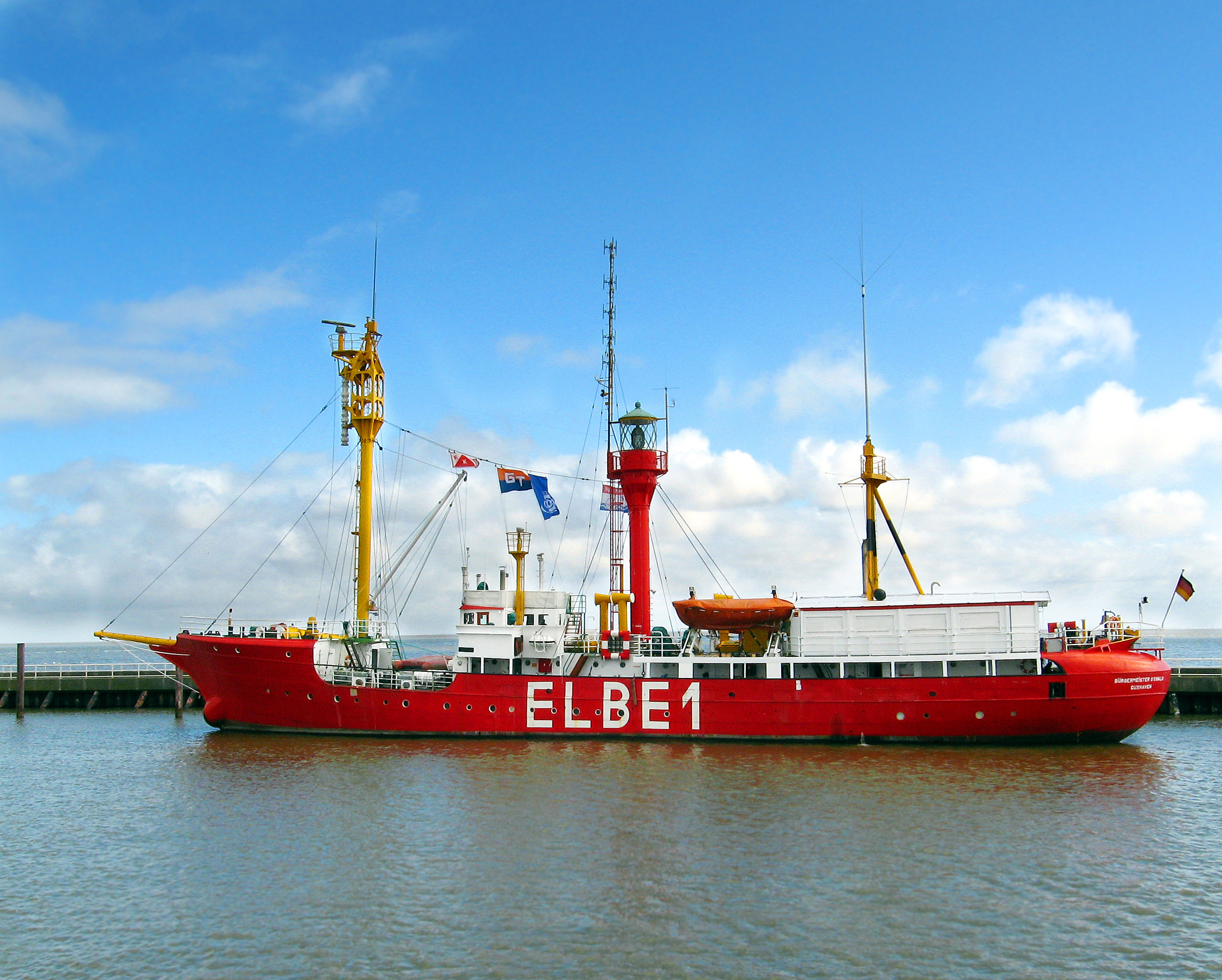
Latarniowiec "Bürgermeister O’Swald II" (2006). Oznakowanie "ELBE 1" na burcie odnosi się do pozycji, na której ten latarniowiec był zakotwiczony.

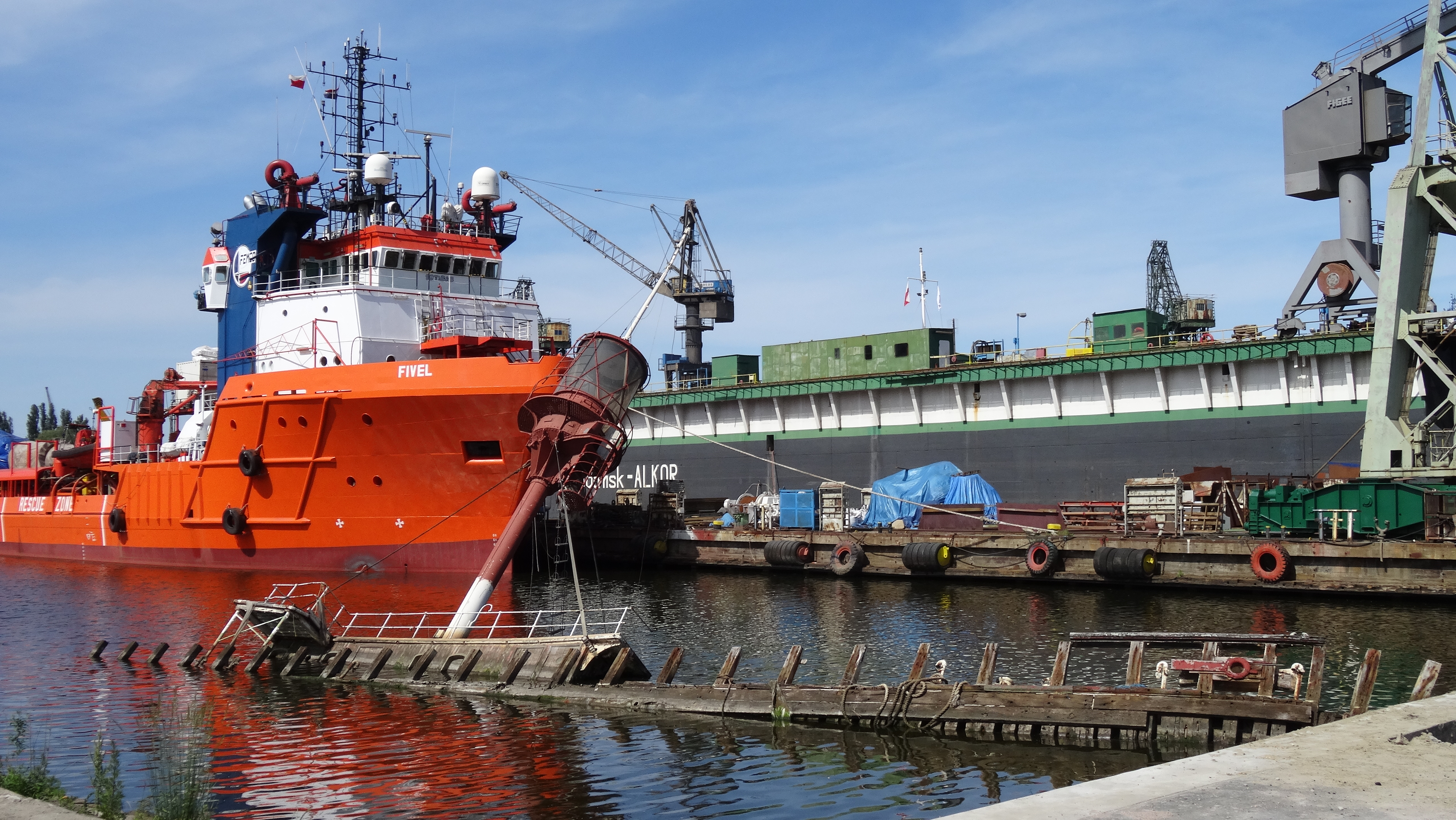
Wrak latarniowca Motorfyrskib No. II w Stoczni Gdańskiej (2014)

Latarniowiec – statek wodny pełniący funkcję latarni morskiej, pływający znak nawigacyjny zakotwiczany w miejscu, gdzie budowa latarni morskiej jest niemożliwa albo nieopłacalna.
Oprócz światła o pewnej charakterystyce (nie może jednak z powodu ruchu obrotowego statku występować światło sektorowe), latarniowce wyposażano w dźwiękowy sygnał mgłowy, później w radiolatarnie i transponder Racon. Geograficzny zasięg widoczności światła latarniowców nie jest duży ze względu na niskie wzniesienie światła nad poziom morza. Informacje o latarniowcach znajdują się w spisach świateł i publikacjach nautycznych (locjach).
Latarniowce spotykane są coraz rzadziej, zamiast nich stosuje się pławy świetlne (Light-float, tzw. superpławy) lub LANBY (large automatic navigation buoy – wielka, automatyczna boja nawigacyjna).
Polska w swojej historii nie miała żadnego latarniowca, charakter polskiego wybrzeża nie wymagał stosowania  takich jednostek. Przed II wojną światową podejmowano starania w celu pozyskania latarniowca.  
Duński latarniowiec Motorfyrskib No. II (zwodowany w 1916 r.) został w 2006 r. przeholowany do Gdańska w celu poddania go remontowi. Jednostka w 2009 r. zatonęła przy nabrzeżu Stoczni Gdańskiej. Została przy pomocy dźwigu pływającego Maja wydobyta w grudniu 2018 r.